# Контрагент
Контрагент — одна із сторін договору у цивільно-правових відносинах.
У договорі кожному із зобов'язань сторін взаємно протистоїть (кореспондує) право іншої сторони і навпаки. У цивільно-правових відносинах під контрагентом розуміється одна зі сторін договору. В ролі контрагента виступають обидві сторони договору по відношенню один до одного. Кожен з партнерів, що укладають контракт, вважається контрагентом.

## Етимологія
Походить від слів лат. contrahens — торговельна угода (contra — проти + agens — чинний) або лат. con-trahere — взаємно протистояти.

## Приклади
- підрядник — замовник,
- позичальник — кредитор.